# Kutenai

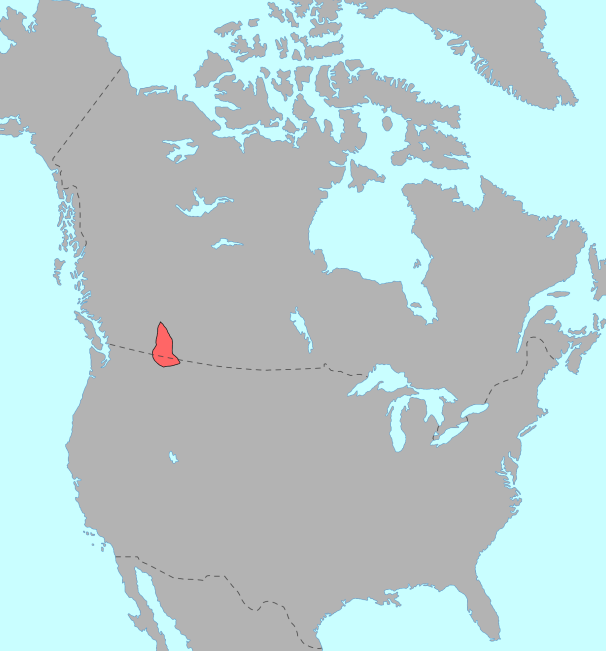
Kutenai

Die Ktunaxa, oder Kutenai (in den USA allgemein Kootenai) sind eine Gruppe von sieben nordamerikanischen Indianerstämmen, die an der Grenze zwischen den USA und Kanada leben, und zwar in den US-Bundesstaaten Washington, Montana und Idaho und in der kanadischen Provinz British Columbia.
Die kanadischen Gruppen und heutigen First Nations bezeichnen sich selbst als Ktunaxa (Aussprache: ‘K-tuu-NA-cha’ oder ‘Too-na-ha’). Dieses Wort leitet sich wohl von Kotona, der Aussprache des Stammesnamens Ktunxa durch die Piegan-Blackfoot ab, andere Plainsstämme bezeichneten sie als ‘sanftes Volk.’ Sie selbst nannten sich ‘Volk von den Wassern’ oder ‘Volk vom See’. Die US-amerikanischen Gruppen und heutigen Stämme bezeichnen sich selbst als Ksanka (Ksanka leitet sich von Ksahans-ʔaǩis her - ‘gute Treffsicherheit’), jedoch bezeichnen sie sich heute offiziell meist als 'Kootenai'.
Die Sprache der Kutenai, das Kutanaha, die von sechs der sieben Stämme gesprochen wird, gehört zu keiner der großen indianischen Sprachgruppen, weist aber Ähnlichkeiten mit dem Algonkin und dem Salish auf. Zu letzterer Gruppe gehört ein Kutenai-Stamm.
In Kanada lebten 2008 über 1.200 Angehörige der Kootenay, in den USA über 800 Kutenai.

## Geschichte

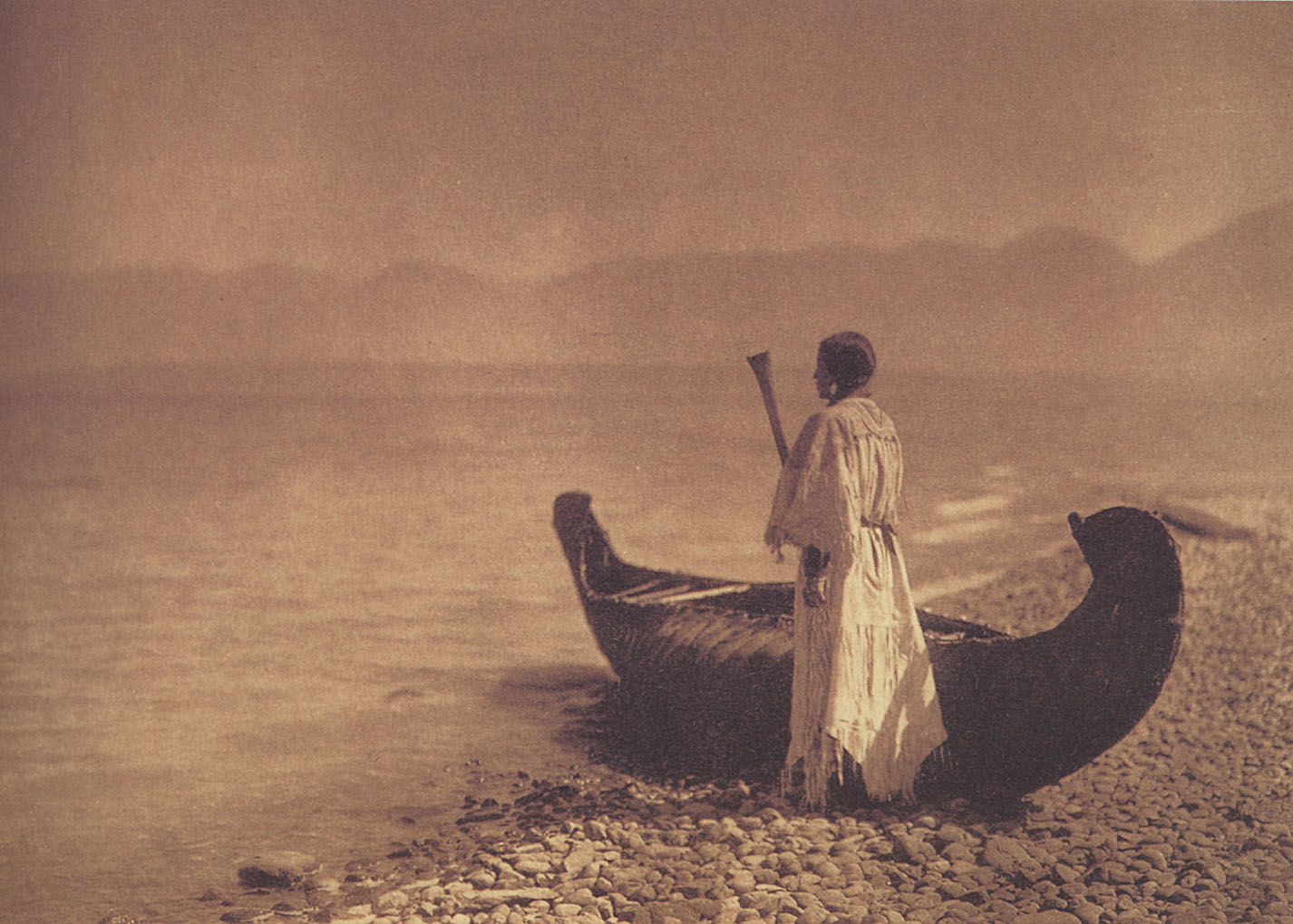
Kutenai-Frau neben einem Kanu, Edward Curtis, 1910. Diese Birkenholzkanus wurden Kootenay Canoes genannt, oder Sturgeon Nose Canoes (Störnasenkanus), weil sie unter der Wasserlinie vorn und hinten „Nasen“ aufwiesen.

### Frühgeschichte

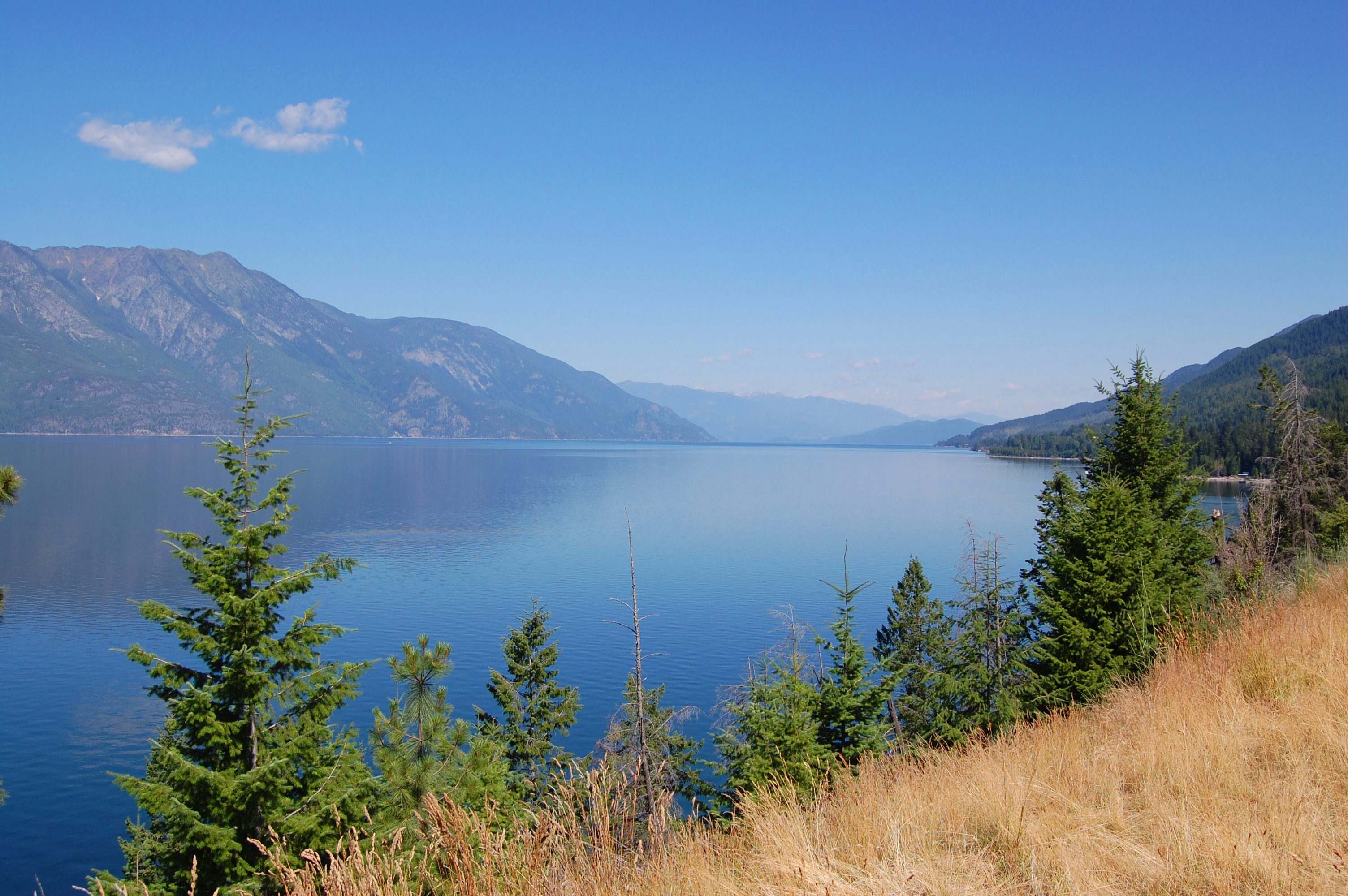
Südarm des Kootenay Lake

Im Gebiet der Kutenai wurden Artefakte des sogenannten Goatfell Complex, der nach der Goatfell-Region rund 40 km östlich von Creston am Highway 3 benannt wurde. Er ist Teil der Intermontane Stemmed Point Tradition, bei der eine bestimmte Art, in der Projektilspitzen bearbeitet wurden, damit sie haltbar in Stäbe eingesetzt werden konnten, leitend ist. Der überwiegende Teil der Funde wurde im weiteren Umkreis von Creston gemacht, wichtigste Fundorte sind Harvey Mountain im äußersten Norden von Idaho, Negro Lake und Kiakho Lake bei Lumberton und Cranbrook, North Star Mountain westlich von Creston. Nur Blue Ridge bei Kaslo, am Westufer des Kootenay Lake liegt weiter entfernt. Die ältesten Stücke sind 10 bis 12.000 Jahre alt. Der Archäologe Wayne Choquette glaubt, dass sich aus dem Fehlen eines technologischen Bruches ableiten lässt, dass die Ktunaxa schon zu dieser Zeit in der Region lebten. Am unteren Columbia River herrschte hingegen eine völlig andere Werkzeugindustrie vor, die als Microblade Tradition bezeichnet wird.
Möglicherweise waren die ersten fassbaren Bewohner mit dem zurückweichenden Eispanzer am Ende der letzten Eiszeit nordwärts gewandert, ein Vorgang, der von etwa 16000 bis 13000 v. Chr. andauerte. In dieser Zeit bildete sich nach einer Phase starker Erosion ein Gewässersystem aus und Vegetation bedeckte und stabilisierte die Erdoberfläche in der Region in Form einer Tundrenlandschaft. In diese drang von Süden Wald vor. Zwischen 8000 und 5000 v. Chr. war die Region relativ trocken und weist zahlreiche Brände auf. Erst um 3000 v. Chr. breitete sich im Rahmen einer Abkühlung dichter Wald aus, eine kühle Phase, die etwa bis 500 v. Chr. anhielt. Eine weitere, allerdings weniger starke Trockenphase folgte zwischen 500 und 1600, in der sich Bisons ausbreiteten. Im 17. Jahrhundert folgte die Kleine Eiszeit, die in der Region die kälteste Phase seit der letzten Eiszeit darstellte, und in der die Bisons wieder verschwanden.
Dem Goatfell Complex folgte der Bristow Complex (ca. 6000 bis 3000 v. Chr.), wohl als Reaktion auf die ökologischen Veränderungen. In der Phase danach, die etwa bis 500 v. Chr. andauerte, lässt sich eine deutliche Zunahme des Anteils von Fisch an der Ernährung ausmachen (Kettle Lake Complex). Die Fundstätten befinden sich meist auf Terrassen oberhalb der damaligen Gewässer. Dem gleichzeitigen Kikomun Complex werden eher Gruppen zugeordnet, deren Jagd vorwiegend Hirschen galt. Nach etwa 500 v. Chr. nahm die Bevölkerung zu, wie Hügel von Knochen und geborstenen Steinen, die zum Kochen benutzt worden waren, nahelegen.
Ursprünglich lebten die Kutenai möglicherweise östlich der Rocky Mountains, bis hin zum heutigen Fort MacLeod in der Provinz Alberta. Die mündliche Tradition verweist auf eine sechshundert Jahre zurückliegende Wanderschaft vom Lake Michigan westwärts. Danach lebten sie auf den Tobacco Plains am Kootenay River in Montana und in British Columbia. Die Gruppe spaltete sich zu einem unbekannten Zeitpunkt. So entstanden die Upper Kutenai, deren Lebensweise weiterhin stark von der Büffeljagd beeinflusst wurde, wohingegen die Lower Kutenai sesshaft wurden oder blieben, und dabei von Wild, Beeren und Wurzeln lebten, insbesondere aber von Fisch. Die mündliche Tradition weiß von der Ankunft des Pferdes, die um 1730 stattfand, aber auch von Kriegen mit den Nachbarn, bei denen eine Gruppe unterging, die beim heutigen Pincher Creek lebte. Die Bisonjäger zogen dreimal jährlich über die Rocky Mountains, seitdem sie über Pferde verfügten. Als traditionelles Gebiet beanspruchen die heutigen Ktunaxa mit Rückgriff auf diesen Zeitraum ein Gebiet von rund 70.000 km².

### Upper Kutenai
Die Jennings Band oder Agiyinik, die zu den Upper Kutenai zählte, bildete um 1850 einen Stamm von rund 700 Mitgliedern. Sie lebten zunächst um Jennings in Montana, wanderten ostwärts in die Gegend des späteren Kalispell, dann südwärts nach Elmo. Ihre Nachkommen leben heute im Flathead-Reservat (Flathead Reservation) in Montana. Eine andere Gruppe der Upper Kutenai, die Tobacco Plains Band oder Aganahonek, lebt heute in Kanada, eine dritte Gruppe, die Tweed Warlands oder Agukuatsuking lebten am Kutenai zwischen Tweed und Warland, doch sind sie verschwunden. Eine weitere Gruppe, die Libby Montana zog in die Gegend um Fort Steele nahe Cranbrook in British Columbia. Vor 1855 zogen die Libby und Jenning Band an den oberen Flathead Lake in Montana.

### Lower Kutenai
Die Lower Kutenai wurden auch als ‘Kanu-Indianer’ bezeichnet, oder als ‘Flachbögen’ (‘Arc-à-plats’), weil sie breite, platte Bögen besaßen. Auch wurden sie als Skalizise bezeichnet. Eine von den bei Bonners Ferry in Idaho ansässigen Gruppen zog nach Creston in British Columbia. Andere Lower Kutenai von den Arrow Lakes am Columbia wurden ein Teil der Senijextee, einem Binnen-Salish-Volk. Doch kam es zu einem Krieg und die Gruppe zog zum Kootenay Lake in British Columbia. Die wenigen Zurückgebliebenen zogen in die Colville Reservation im Norden Zentral-Washingtons.

### Pelzhändler, Pocken, Ende der Bisonjagd
Im Juli 1807 zog David Thompson von der North West Company durch das Territorium der Kutenai. Zwei von ihnen trafen Thompson beim heutigen Fort Edmonton. Thompson ließ das Kootenay House nördlich des Lake Windermere bauen. Zu dieser Zeit brachten die Kutenai ihre Kenntnis der Pferdehaltung anderen Stämmen, denen sie aber im Kampf unterlagen. Schon zu Zeiten der North West Company erreichten die Pocken die Stämme und töteten viele ihrer Mitglieder. Außerdem verschwanden bereits vor 1830 die meisten Büffel, so dass sich auch die bisher nomadischen Ktunaxa auf Lachs verlegten. Mit der Schaffung der Grenze zwischen Kanada und den USA (1846), wurde ihr Stammesgebiet geteilt, die beiden südlichen Gruppen, die nun zu den USA zählten, erhielten kleine Reservate.

### Missionare, Vertragsverhandlungen

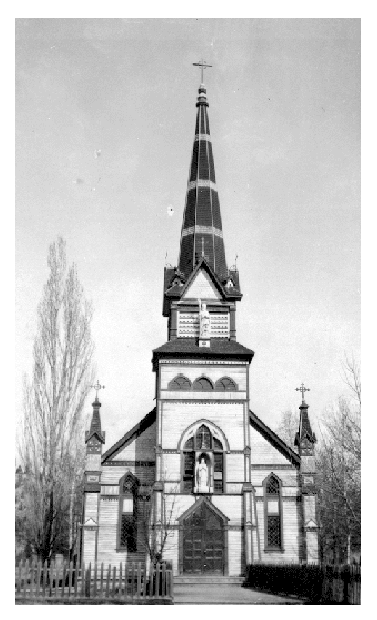
Missionskirche St. Eugene, nach 1900

Jesuiten, wie Pierre-Jean De Smet, die sich bei den Kutenai niederließen, waren bei ihrer Missionsarbeit erfolgreich, wobei ihnen irokesische Missionare vorangingen. Einige Jesuiten lernten ihre Sprache, wie Pater Fouquet von den Oblaten (Oblati Mariae Immaculatae). Die Prügelstrafe löste nun die Ktunaxa-Form der Strafe, die öffentliche Demütigung ab. Ein neues Sündenverständnis drang ein, bei dem das für die Indianer befremdliche Übertragen und Loswerden einer Sünde durch Beichten zunächst die alte Moral destabilisierte. Als das Land aufgeteilt und Reservate eingerichtet wurden, nutzte Fouquet sein Vorkaufsrecht und gründete die Mission St. Eugene.
Im unteren Flathead-Tal entstand die Missionsstation St. Ignace, zu der einige Kutenai 1855 aufgrund von Heiratskontakten mit dortigen Siedlern zogen. Isaac Ingalls Stevens, Gouverneur des Territoriums Washington, traf sich in diesem Jahr mit Kutenai, Flathead und Kalispel am Hell Gate bei Missoula. Doch der Häuptling der Tobacco Plain Kutenai, Edward oder Edwald, war nicht anwesend. Er war ursprünglich der Häuptling der Gesamtgruppe gewesen, bevor sie sich in die Upper- und die Lower-Gruppe aufgespalten hatte. Eine Tobacco-Plains-Gruppe unter Michelle war hingegen anwesend, die sich ein großes Kutenai-Reservat erhoffte. Da sie enttäuscht wurde, zog sie nach Kanada. Die Lower Kutenai sahen sich nun überhaupt nicht mehr vertreten und blieben ohne Anerkennung (non-treaty status).
Zu dieser Zeit, 1855, zählten die Kutenai nur noch 500 Angehörige und damit 130 weniger als noch 1827 John Warner Dease von der Hudson’s Bay Company geschätzt hatte.

### Reservate, kurzer Goldrausch, Fort Steele
Mit dem Indianergesetz von 1876 wurden in Kanada gewählte Häuptlinge und Räte eingeführt, die Wahlberechtigung auf der politischen Ebene außerhalb des Stammes dagegen nur an Indianer vergeben, die auf ihren Status verzichteten. Peter O’Reilly handelte mit den Ktunaxa Reservate aus, die später geringfügig korrigiert wurden. Viele Ktunaxa weigerten sich zunächst, in die Reservate zu gehen. Auch übten sie weiterhin Gepflogenheiten und Rituale, wie den Sonnentanz – allerdings fehlte bei ihnen das Element der ostentativen Schmerzunempfindlichkeit – bis zum Ersten Weltkrieg.
Durch Goldfunde am damals noch Stud Horse genannten Wild Horse River im Jahr 1864 kam es zu einem kurzen Goldrausch, ähnlich wie am Fraser und im Cariboo-Gebiet. Als der amerikanische Goldsucher Dan Drumheller am 15. Juni in die Gegend kam, durchpflügten bereits 1500 andere Goldsucher den Bach, und jeden Tag kamen 200 neue hinzu. Binnen kurzer Zeit waren die Goldlager erschöpft und 1882 lebten nur noch 11 Männer am Bach.

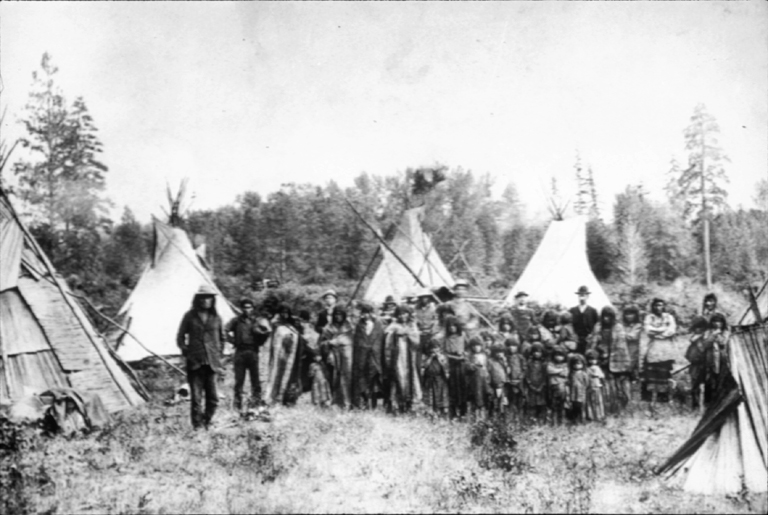
Eine Gruppe von Kutenai vor ihren Tipis, unter ihnen Chief Isaac Adama, nach 1887

Während des Kootenay-Goldrauschs von 1864 entstand eine erste Farm am Wild Horse Creek, die Galbraith's Ferry hieß, benannt nach Robert L. T. Galbraith. Er hatte es vorgezogen, eine Fähre einzurichten, die bis 1888, als eine Brücke gebaut wurde, in Betrieb blieb. Die Siedler betrieben Gemüseanbau, vor allem Pflaumen, Äpfel, Birnen und Kirschen. Die kleine Siedlung wurde 1888 in Fort Steele umbenannt, nach dem Superintendent der North-West Mounted Police Samuel Benfield (Sam) Steele (1849–1919), dem es gelang, einen Ausgleich zwischen chinesischen und britischen Siedlern und Ktunaxa zu finden. Seit 1961 zählt das Fort als heritage site zum Kulturerbe der Provinz.

### Joseph’s Prairie, erster Polizeiposten, Sam Steele und Isidore

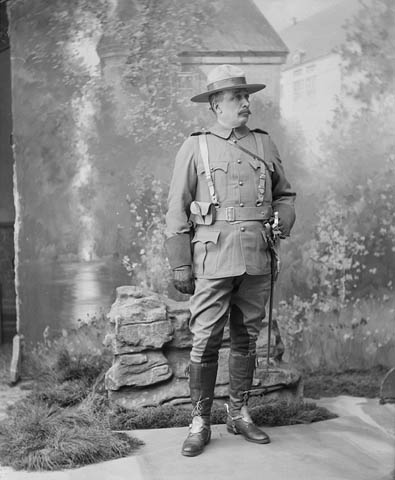
Sam Steele

Dabei kam es 1887 zwischen Colonel James Baker und den Ktunaxa zu Meinungsverschiedenheiten um Joseph’s Prairie, ein Gebiet, auf dem heute der Ort Cranbrook steht. Dieser Ort war ein wichtiger Versammlungsplatz der Indianer. Die Siedler fürchteten einen Aufstand und riefen die North-West Mounted Police um Hilfe an, die 75 Mann schickte. Die Truppe baute den ersten NWMP-Posten westlich der Rocky Mountains. Ihr Führer Steele stellte fest, dass 1884 zwei Söhne des Häuptlings der „Chief Isadore's band“ unter dem Vorwurf, zwei Goldgräber ermordet zu haben, verhaftet worden waren. Daraufhin hatte der Vater zusammen mit mehreren Kriegern die Gefangenen aus dem Gefängnis befreit. Der Führer der Polizeitruppe ließ den Mordfall untersuchen. Häuptling Isidore lieferte ihm seine Söhne aus, die kurz darauf freigesprochen wurden. Auch gelang Steele die Schlichtung zwischen Siedlern und Ktunaxa im Landstreit, woraufhin die Gemeinde nach dem Abzug der Polizeitruppe im Sommer 1888 den Antrag stellte, den Ortsnamen in Fort Steele zu ändern.

### Veränderte Infrastruktur, Assimilationspolitik

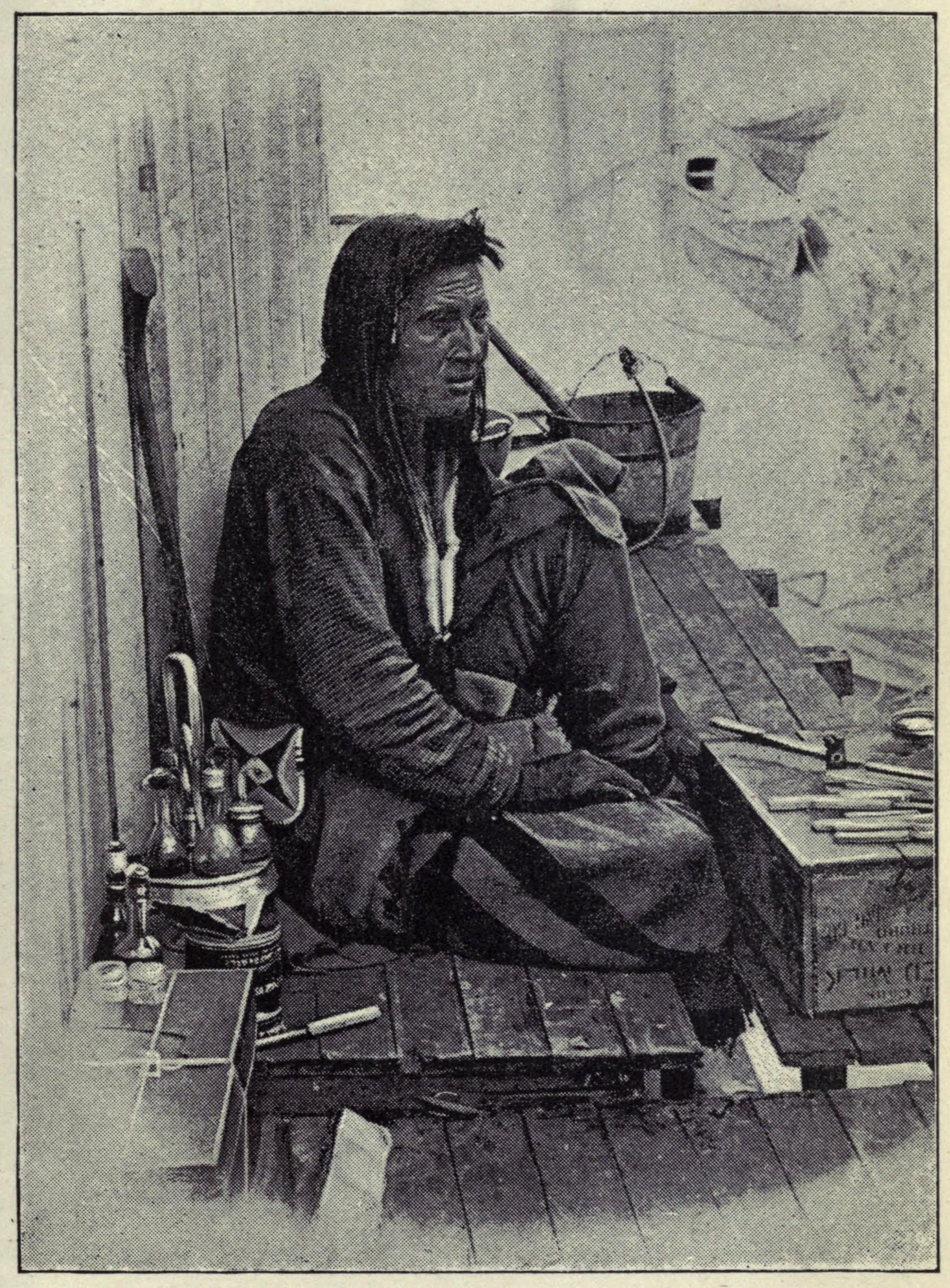
Ein Ktunaxa, der auf einem Raddampfer auf dem Columbia beschäftigt ist, 1887

Die Goldfunde am Findlay und am Wild Horse Creek, die Goldschürfer in das abgelegene Gebiet brachten, dazu die Verdichtung der Infrastruktur, veränderten das Leben der Ktunaxa. Die Kinder aus Verbindungen zwischen den Siedlern und Kootenay-Frauen verloren zudem ihren Status als Indianer und zählten bald nicht mehr zu ihnen. Auch Stammesangehörige, die nicht mehr im Reservat lebten, oder die in den USA waren, konnten ihren Status verlieren. Bald wurden Pässe eingeführt, die das Verlassen des Reservats, bzw. der Provinz erlaubten und gleichzeitig kontrollierten.
Darüber hinaus gingen die Lachsbestände mit der wachsenden Fischindustrie am unteren Columbia zurück. Dazu raubten neue Dämme entlang der großen Flüsse den als „Bands“ bezeichneten Gruppen ihre Nahrungsgrundlage, denn die Lachse konnten nicht mehr zum Laichen flussaufwärts wandern.
Doch die Eingriffe sollten noch tiefer gehen. Die Moyie-Silbermine warf so viel Gewinn ab, dass Pater Coccola eine neue Kirche bauen konnte. Auch hier wurden die Residential Schools eingeführt. So gingen die Kinder in die St. Eugene’s Mission Residential School, wo sie ihre Muttersprache nicht benutzen durften. Dazu kamen Kinder von weit her, wie aus dem Yukon-Territorium.
Um 1900 drang die Holzindustrie in das Gebiet vor und zerstörte eine weitere Existenzgrundlage der Stämme. Gegen weitere Gebietsreduzierungen durch die McKenna-McBride-Kommission wehrten sich die Ktunaxa erstmals gemeinsam mit anderen Stämmen.
Dabei haben die Ktunaxa sich noch vergleichsweise erfolgreich den neuen Bedingungen anpassen können. Um 1780 dürften etwa 1200 Kutenai gelebt haben. 1905 zählten sie rund 1100, wovon ziemlich genau die Hälfte in den USA und die andere Hälfte in Kanada beheimatet war.

### Zweiter Weltkrieg, Veteranenversorgung vs. Indianerstatus
Während des Zweiten Weltkriegs meldeten sich überproportional viele Ktunaxa-Männer zum Kriegsdienst, wozu sie die Indianeragenten aufforderten. Doch wurden sie um die Vorzüge der Veteranenversorgung betrogen, denn diese konnten sie nur erhalten, wenn sie ihren Status als Indianer aufgaben. Vertreter von Indian Affairs residierten in Vernon und vertraten neben den Ktunaxa auch die Indianer des Okanagan-Distrikts.

### Der Kootenai Tribe of Idaho
Eine andere Entwicklung nahmen die Kutenai in der Flathead Reservation. 1881 zählten sie 395 Angehörige, doch wuchs ihre Zahl durch Zuwanderung von Bonners Ferry und Libby. Die Kutenai von Bonners Ferry weigerten sich, ins Flathead-Reservat zu gehen. Sie erhielten 1895 privaten Grund, achtzig Acre pro Familie. Aus dieser ursprünglich nur 99 Menschen zählenden Gruppe ging der Kootenai Tribe of Idaho hervor.

### Gegenwehr

#### In Kanada
Die Wahl des Nisga’a-Führers Frank Calder ermutigte auch die Ktunaxa, ihre Landrechte einzufordern. Als Ende der 1960er Jahre die Auflösung der Residential Schools einsetzte, gingen die Ktunaxa-Kinder bald in eine Schule nach Cranbrook.
Doch die Ktunaxa versuchten nach rund einem Dreivierteljahrhundert der Entmündigung nicht nur die Erziehung ihrer Kinder wieder in die eigenen Hände zu bekommen, sondern auch die politische Ebene zu betreten. So entstand der Kootenay Indian District Council. Doch immer noch sorgte das Master Tuition Agreement dafür, dass Bundesgelder an die Provinz flossen, solange Indianer in Reservaten lebten und dort zur Schule gingen. Doch hatten die Indianer auf die Verwendung des Geldes, das üblicherweise am 30. September angewiesen wurde, keinerlei Einfluss. Daher gründete die Lower Kootenay Community eine eigene Schule, bald auch die St. Mary’s Band. Nach einem Sit-in wurde in Vernon das Büro von Indian Affairs geschlossen. Aus dem Kootenay Indian District Council wurde der Kootenay Indian Area Council. In den 90er Jahren entwickelte die Stammesgruppe die Ktunaxa/Kinbasket Independent School System Society (KKISS), um endlich Einfluss auf die Unterrichtsinhalte und die -organisation zu gewinnen. Als das First Nations Education Steering Committee (FNESC) gegründet wurde, entsandte auch KKISS einen Delegierten.
In den 80er Jahren wurde die  Ktunaxa Nation Land Claim Declaration als Selbstregierungs- und Land-Forderung an Ottawa gerichtet. Ende der 90er Jahre erreichten die Ktunaxa als eine der ersten Gruppen eine Untersuchung der Alkoholfrage, unterstützt mit öffentlichen Mitteln. So entstand das Community Healing and Intervention Program (CHIP), das erste dieser Art in Kanada.

#### In den USA
1960 setzten die Kootenai von Idaho durch, dass sie für die 1.160.000 Acre des von ihnen abgetretenen traditionellen Gebietes eine Entschädigung bekamen. Das Gericht setzte dafür 425.000 US-Dollar fest.
1974 machten die in Idaho lebenden Kootenai auf sich aufmerksam, als die 67 Mitglieder unter Führung von Amy Trice den USA den Krieg erklärten. Der Grund war der Umgang der Regierung mit dem Vertrag von Hell Gate von 1855, in dem den Kootenai in deren Abwesenheit ihr Land genommen worden war. 1962 bot die Regierung dem Stamm 36 Cent pro Acre an, berechnete den Landwert allerdings entsprechend dem Stand von 1855. Die Lebensbedingungen waren so schlecht, dass einer der Älteren, Moses Joseph, in seinem Haus erfror. Die Indianernation beanspruchte nun ein Reservat und verlangte von jedem durchkommenden Fahrzeug eine Nutzungsgebühr. Innenminister Cecil Andrus ließ daraufhin rund 70 Polizisten abkommandieren. Senator James McClure und der Kongressangehörige Steve Symms flogen nach Bonners Ferry. Die Kootenai erhielten ein kleines Reservat, eine Zugangsstraße, eine Krankenstation, neue Häuser und eine Wasserversorgung nebst Kanalisation. 2008 entstand eine Dokumentation unter dem Titel „Idaho's Forgotten War“ (Idahos vergessener Krieg).
Wie bei vielen indianischen Gruppen, so versuchen auch Salish- und Kutenai-Sprecher ihre Sprachen weiterzureichen. Da es zugleich mit dem Rückgang ihrer Sprachen einen Rückgang der Handschriftlichkeit gibt, entwickelten Vertreter der beiden Sprachgruppen eine eigene Tastatur, die die beiden Alphabete abdeckt. Sie hoffen, damit den Gebrauch ihrer Schriftsprachen stärken zu können.
Zur Wiederbelebung der Kultur wurde den konföderierten Salish- und Kootenai 2006 das Recht zugesprochen, nördlich des Yellowstone-Nationalparks in Teilen der Absaroka-Beartooth Wilderness wieder Büffel zu jagen.

## Heutige First Nations und Stämme
Von den sieben Stämmen der Ktunaxa leben (lebten) fünf im südöstlichen British Columbia und angrenzenden Alberta in Kanada (linguistisch betrachtet vier, denn die Shuswap Indian Band war zwar mit den Ktunaxa verbündet und verwandt, aber sprachlich gehörten sie zu den Secwepemc), zwei in den US-Bundesstaaten Idaho und Montana.

### In Kanada
Ktunaxa Nation Council (KNC) (bis 2005 Ktunaxa/Kinbasket Tribal Council (K/KTC))
- ?Akisq'nuk First Nation[11] (Akisqnuk First Nation, ʔakisq̓nuk oder ?Akisq'nuk - ‘place of two lakes’,[12] früher als Columbia Lake Band bezeichnet, leben am Oberlauf des Columbia und Kootenay River, ihr Verwaltungssitz Akisqnuk liegt im Norden des Reservatsgebiets direkt südlich von Windermere, im Süden reicht es bis nach Fairmont Hot Springs, westlich wird es 14 km durch das Ufer des Windermere Lake begrenzt sowie im Osten durch die Vorgebirge der Rocky Mountains, Reservate: Columbia Lake #3, St. Mary’s #1A, ca. 33 km², Population: 264)[13]
- Tobacco Plains Band (Akan'kunik, auch ʔakink̓umⱡasnuqⱡiʔit oder ʔa·kanuxunik - ‘People of the place of the flying head’,[14] leben nahe Grasmere, das am Ostufer des Lake Koocanusa unterhalb der Mündung des Elk River liegt, ca. 15 km nördlich der Grenze zwischen British Columbia und Montana, Reservate: St. Mary’s #1A, Tobacco Plains #2, ca. 44 km², Population: 165)[15]
- St. Mary’s Band[16] (ʔaq̓am oder ʔaq̓amniʔk - ‘deep dense woods’, leben entlang des St. Mary’s River in der Nähe von Cranbrook, ihr Verwaltungssitz befindet sich im bevölkerungsreichsten Reservat Kootenay #1, entlang des rechten Ufers des Kootenay River an der Mündung des St. Mary’s River, gegenüber von Fort Steele, Reservate: Bummers Flat #6, Cassimayooks (Mayook) #5, Isidore's Ranch #4, Kootenay #1, St. Mary’s #1A, ca. 79 km², Population: 357)
- Lower Kootenay Band[17] (Yaqan nuʔkiy, Yaqaón Nuñkiy oder Ya·qannu·ki - ‘where the rock stands’, der Verwaltungssitz befindet sich im bevölkerungsreichsten Reservat Creston #1 entlang des rechten Ufers des Kootenay River, ca. 6 km nördlich der US-kanadischen Grenze, Reservate: Creston #1, Lower Kootenay #1A, #1B, #1C, #2, #3, #5, #4, St. Mary’s #1A, ca. 26 km², Population: 214)
- Shuswap Indian Band[18] (nannten sich Tsqwatstens-kucw ne Casliken - ‘Volk zwischen zwei Gebirgszügen’, ein Teil der Shuswap Indian Band, die ‘Kinbasket Shuswap Band’,[19] zog spätestens im 18. Jahrhundert in das Upper Columbia River Valley, dort verbündeten sie sich mit den Stoney sowie Kutenai, mit letzteren sie viele Mischehen eingingen und wurden als Kyaknuqⱡiʔit oder Kisamni Teil der Kutenai, zählen jedoch ethnisch und linguistisch größtenteils zu Secwepemc, das bevölkerungsreichste Reservat Shuswap IR liegt im Columbia Valley des Rocky Mountain Trench am linken Ufer des Oberen Columbia River, östlich der Selkirk Mountains, ca. 1,6 km nördlich von Invermere, das direkt am nordwestlichen Ufer des Windermere Lake liegt, Reservate: St. Mary’s #1A, Shuswap IR, ca. 12 km², Population: 244) – auch Mitglied des Shuswap Nation Tribal Council (SNTC)[20]

### In den USA
Kootenai Tribal Council
- Kootenai Tribe of Idaho[21] (ʔaq̓anqmi oder ʔa·kaq̓ⱡahaⱡxu, leben in der Kootenai Indian Reservation inmitten des Boundary County im Nordwesten Idahos nahe dem County Seat Bonners Ferry, rund 40 km südlich der Grenze, das winzige Reservat umfasst nur 0,076575 km² und wurde im Jahr 2000 von 75 Menschen bewohnt)

Confederated Salish and Kootenai Tribes of the Flathead Nation
- Confederated Salish and Kootenai Tribes of the Flathead Nation[22] (K̓upawi¢q̓nuk oder Ksanka Band, leben nahe Elmo in der Flathead Reservation im Westen Montanas, das zwischen Kalispell und Missoula, knapp westlich der Nordamerikanischen kontinentalen Wasserscheide liegt. Das Reservat ist Heimat der Confederated Salish and Kootenai Tribes of the Flathead Nation, zu deren vier historischen Stämmen die Ksanka Band gehört, ca. 5.058 km², ca. 6.800 registrierte Stammesmitglieder, schätzungsweise weitere 3.700 leben in der Nähe des Reservats)

The Confederated Tribes of the Colville Reservation
- Confederated Tribes of the Colville Reservation[23] (eine Gruppe der Lower Kutenai von den Arrow Lakes am Columbia schlossen sich den Senijextee (auch ‘Arrow Lakes Band’ oder ‘Lake’ genannt) an, die zu den Binnen-Salish zählen, doch nach einem Krieg zogen die meisten zum Kootenay Lake in British Columbia, die Zurückgebliebenen zogen als Stammesgruppe der Senijextee in die Colville Reservation im oberen Columbia Basin im Norden des US-Bundesstaates Washington und bildeten einen der zwölf historischen Stämme der heutigen Confederated Tribes of the Colville Reservation, ca. 2.100 km², insgesamt gibt es ca. 9.000 registrierte Stammesmitglieder)

## Sprache
Die Kutenai sind wegen ihrer einzigartigen Sprache für Linguisten besonders interessant. Gemäß dem US-Zensus von 2000 lebten allein in den USA 815 Kutenai. In beiden Staaten zusammen beherrschten noch rund 220 Kutenai ihre traditionelle Sprache.
Dabei lebten 2009 in den kanadischen Gruppen nur noch 24 Sprecher, wobei der jüngste 72 Jahre alt ist. 2002 waren es noch 48 gewesen. Seit 1999 gibt es dort ein Sprachenlernprogramm, das seit 2007 über ein eigenes Breitbandnetz angeboten wird. Das Programm basiert auf vier Sprachlehrzentren. 2.487 Wörter und 849 Sätze sind inzwischen über FirstVoices verfügbar, eine Website mit einer Datenbank für zahlreiche indigene Sprachen Nordamerikas.

## Ortsnamen
Diverse Örtlichkeiten wurden nach den Kutenai benannt, so der Kootenay River, der durch British Columbia, Montana und Idaho fließt, der Kootenay Lake in British Columbia, die Kootenai Mountains und Kootenai Falls in Montana, das Kootenai County in Idaho sowie ein Dorf im Bonner County, Idaho (siehe Kootenai (Idaho)). Dazu kommt der Kootenay National Park im äußersten Osten British Columbias sowie der Kootenai National Forest in Montana und Idaho.